# Karin moglie vogliosa
Karin moglie vogliosa è un film pornografico del 1986 diretto da Giorgio Grand con Karin Schubert. Negli Stati Uniti noto come The Desirous Wife, è uscito nelle sale italiane il 13 agosto.
Il tema principale del film è il ricatto sessuale: un fotografo disinibito, infatti, viene colto, da un marito,  mentre compie atti libidinosi con la propria moglie. Da questa iniziale vicenda, nella pellicola si susseguono una serie di intrighi sessuali, senza che la sceneggiatura appaia mai ben definita.